# نشریه علمی پژوهشی علوم و فناوری رنگ
نشریه علمی پژوهشی علوم و فناوری رنگ نشریه ای تخصصی در زمینه علوم رنگ و پوشش‌های سطحی است که توسط پژوهشگاه علوم و فناوری رنگ تدوین و چاپ می‌گردد. این نشریه از سال ۱۳۸۶ تاکنون و به صورت فصلنامه به چاپ می‌رسد.همچنین این نشریه جز نشریات دارای ضریب تأثیر شناخته شده است.